# Аллегейни (город, Пенсильвания)
Город Аллегейни (англ. Allegheny City), 1788—1907) — бывшая муниципальная единица Пенсильвании, расположенная к северу от слияния рек Аллегейни и Огайо, напротив центра Питтсбурга. Был присоединён к Питтсбургу в 1907 году. Его территория ныне известна как Норт-Сайд (Северная Сторона) Питтсбурга, а его район, примыкающий к набережной Аллегейни и Огайо, известен как Норт-Шор.
До 1850-х годов эта местность была обширным сельхозугодьем, но была поделена на участки для строительства жилых домов, вначале для растущего немецкого населения, а позднее для хорватов. Она имела обиходное название «Дойчтаун».
Массовая городская застройка в 1960-е годы разрушила исторический облик Аллегейни, сохранив только общественные здания и их ближайшее окружение для напоминания о прошлом этой местности. Библиотека Карнеги, здание Старой Почты и планетарий Була не были разрушены. Некоторые объекты включены в Национальный регистр исторических мест, в том числе улицы Мексикан-Уор в Сентрал-Нортсайд.
Территория бывшего города Аллегейни ныне включает следующие микрорайоны Питтсбурга: Аллегейни-Уэст, Брайтон-Хайтс, Ист-Аллегейни, Файнвью, Маршал-Шейдленд, Перри-Норт, Перри-Саут, Спринг-Гарден, Спринг-Хилл-Сити-Вью, Саммер-Хилл и Трой-Хилл.

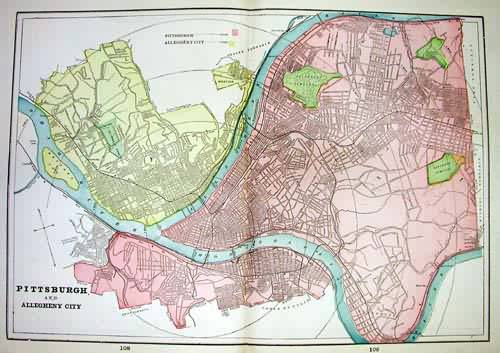
Карта 1889: Аллегейни выделен жёлтым, Питтсбург —- красным, парки — зелёным

## История
Основание города Аллегейни было заложено в 1788 году по плану Джона Редика. Участки были проданы в Филадельфии правительством штата или выданы в качестве оплаты ветеранам Войны за независимость. Населённый пункт получил статус боро в 1828 году, а статус города в 1840 году. Население выросло до 53 180 человек в 1870 году.

## Известные жители
Расселл, Чарлз Тейз — первый президент Общества Сионской сторожевой башни и трактатов.